# Мелисса (жрица)
Мелисса (др.-греч. Mέλισσα «пчела») — персонаж греческой мифологии. 
Жрица Деметры на Истме, старуха, которую богиня посвятила в мистерии. Женщины-соседки призывали её открыть божественные тайны, но она хранила молчание, и женщины разорвали её на части. В гневе Деметра наслала на страну мор, а из тела жрицы возникли пчёлы. Этот рассказ приводит Сервий, комментируя описание Вергилием пчелиного роя.
Существовало ещё несколько мифов, объяснявших, почему жриц Деметры называют мелиссами («пчёлами»); один из них представлялся в трагедии Эсхила «Жрицы». Более распространён в античной литературе мотив возникновения пчёл из тела мертвого быка.
В честь Мелиссы назван астероид (676) Мелитта, открытый в 1909 году.